# Samuił Majkapar
Samuił Moisiejewicz Majkapar, ros. Самуил Моисеевич Майкапар (ur. 6 grudnia?/18 grudnia 1867 w Taganrogu, zm. 8 maja 1938 w Leningradzie) – rosyjski pianista, kompozytor i pedagog.

## Życiorys
Studiował w Konserwatorium Petersburskim u Weniamina Demianskiego i Nikołaja Sołowjowa, następnie odbył uzupełniające studia muzyczne u Teodora Leszetyckiego w Wiedniu. W 1910 roku został wykładowcą Konserwatorium Petersburskiego, gdzie do 1930 roku prowadził klasę fortepianu. Koncertował w Rosji i Niemczech.
Komponował głównie utwory fortepianowe przeznaczone dla dzieci (sonaty, sonatiny, suity, etiudy), pisał też utwory kameralne i pieśni solowe na głos i fortepian.